# حسن علي خيري
حسن علي خيري المعروف باسم حسن علي خير (15 أبريل 1968-)، ناشط وسياسي صومالي، شغل منصب رئيس وزراء الصومال السابق. عُين في 23 فبراير 2017 من قبل الرئيس الصومالي محمد عبد الله محمد، واستقال يوم السبت 25 يوليو 2020 بعد تصويت النواب المتنازع عليه بحجب الثقة.
كان خيري مسؤول نفطي سابق ومديرًا إقليميًا للجمعية الخيرية لمجلس اللاجئين النرويجي، كما شغل منصب مدير شركة النفط البريطانية سوما للنفظ والغاز.

## المولد والنشأة
ولد حسن علي خيري عام 1968 في مدينة (عيل بور) وسط الصومال. تلقى تعليمه الأساسي والثانوي في مقديشو بينما تلقى تعليمه الجامعي بالنرويج وبريطانيا. يحمل درجة ماجستير في إدارة الأعمال من جامعة هاريوت وات بإسكتلندا، ودرجة بكالوريوس في العلوم السياسية والاقتصاد من جامعة أوسلو.

## حياته المهنية
عرف بالعمل في المنظمات الإنسانية حيث شغل منذ عام 2000 مناصب عدة في منظمة المجلس النرويجي للاجئين حتى أصبح عام 2011 المدير الإقليمي، وكانت مهمته تشمل في ذلك الوقت القرن الأفريقي وجنوب السودان وأوغندا واليمن. خيري يحمل الجنسية النرويجية، وعاش لسنوات طويلة في بريطانيا. في عام 2014 أصبح مديرا تنفيذيا لشركة «صوما أويل آند غاز» (Soma Oil and Gas) في أفريقيا، وهي شركة بريطانية خاصة تعمل لاستكشاف النفط والغاز في الصومال. لم يقتصر نشاطه على المجال الإنساني بل هو رجل أعمال، ولم يسبق له أن شغل أي موقع سياسي.

### سوما للنفط والغاز
بعد ما يقرب من عشر سنوات في مجال المنظمات غير الحكومية، انتقل خيري إلى القطاع الخاص وانضمم لشركة سوما للنفط والغاز في منصب المدير التنفيذي لأفريقيا، ووفقا لموقع الشركة على الإنترنت كان حسن خيري مع فرع الشركة الإفريقي منذ إنشائها في عام 2013.
في فبراير 2016 وفقًا لمذكرة مسربة أرسلت من قبل دبلوماسيين في الأمم المتحدة من كل من المملكة المتحدة والنرويج، كُشف فيها أن المدير التنفيذي لأفريقيا في شركة سوما للنفط والغاز كان قيد التحقيق من قبل مجموعة محققين من الأمم المتحدة في الصومال وإريتريا لشكوك في امكانية وجود علاقات بينه وبين الجماعات المتطرفة في شرق أفريقيا بما في ذلك حركة الشباب الصومالية التي أعلنت مسؤوليتها عن سلسلة من الهجمات الإرهابية في الصومال. رسالة الأمم المتحدة أرخت بتاريخ 17 فبراير 2016، وأظهرت مخاوف بشأن احتمال وجود صلات بين خيري والجماعات المتطرفة بعد حصولهم على قائمة الاتصال الإلكترونية، التي تم تحليلها بالتعاون مع أعضاء في الأمم المتحدة. تمت تبرئة خيري في نهاية المطاف من قبل محققي الأمم المتحدة بعد تدقيق صارم، قال المحققون: أنه لا يوجد أدلة موثوقة على مثل هذه الروابط، وعدم وجود أي معلومات تدل على مثل هذه الروابط.
في 23 فبراير 2017 أعلنت شركة سوما للنفط والغاز على موقعها الإلكتروني استقالة حسن علي خيري كمدير تنفيذي لأفريقيا.

## العمل السياسي

### رئاسة الوزراء
في يوم 23 فبراير 2017 عين الرئيس الصومالي محمد عبد الله فرماجو حسن علي خيري رئيسا للوزراء. وقال فرماجو في مرسومه الرئاسي إنه يأمل من رئيس الوزراء الجديد القيام بمهامه على أكمل وجه، وطلب من الشعب تقديم كل الدعم والمساعدة لخيري حتى ينهض الصومال من جديد، وقال الرئيس أنه قرر تعيين خيري رئيسا للوزراء نظرا لمستواه العلمي وخبرته الواسعة، ولاقتناعه بأن رئيس الوزراء الجديد سيعمل وفق برنامج الرئيس السياسي، وأنهما سيعملان بانسجام كامل. تعهد خيري بتشكيل حكومة تلبي طموحات الشعب في أسرع وقت ممكن بالتشاور مع رئيس البلاد والبرلمان.

### الاستقالة
في 25 يوليو 2020؛ أعلن رئيس مجلس النواب في البرلمان الاتحادي محمد مرسال في بيان صحفي عن قيام 170 نائباً بسحب ثقتهم في حكومة خير، متهمين رئيس الوزراء بعدم الوفاء بالوعود بما في ذلك تحسين الأمن القومي. وتنفيذ برنامج انتخابات (صوت واحد لشخص واحد) في الوقت المناسب. لكن أعضاء مجلس الوزراء اعترضوا على شرعية الاقتراح واتهموا رئيس مجلس النواب بعدم احترام قواعد الإجراءات البرلمانية. أعربت سفارة الولايات المتحدة في الصومال عن قلقها إزاء المخالفات في عملية التصويت، وأصدر الممثل الأعلى للاتحاد الأوروبي جوزيب بوريل بيانًا يأسف فيه لعدم تلبية اقتراح سحب الثقة المتطلبات الدستورية.
ففي الوقت الذي قدم فيه البرلمان اقتراح سحب الثقة، كان خير بعيدًا في طوس مريب في غلمدغ للمشاركة في محادثات الحكومة الفيدرالية والدول الأعضاء الفيدرالية حول الانتخابات الوطنية. وبعد عودته إلى مقديشو أصدر بيانًا قصيرًا وصف فيه عملية سحب الثقة بأنها عملية غير دستورية وقدم استقالته ليكون قدوة حسنة في القيادة ولتخفيف التوترات.